# Zeche Dorstfeld
Die Zeche Dorstfeld war ein Steinkohlen-Bergwerk im Dortmunder Stadtteil Dorstfeld.

## Geschichte
Das Abteufen des Schachtes 1 der Zeche Dorstfeld, ursprünglich Gewerkschaft Vereinigte Dorstfeld, begann 1849, insgesamt wurden für das Bergwerk im Laufe der Zeit zehn Schächte abgeteuft. 1885 wurde erstmals im Ruhrbergbau eine Radschrämmaschine eingesetzt. Die Übernahme der Zeche Vereinigte Carlsglück & Planetenfeld im Jahre 1889 kennzeichnete den Weg zur Großzeche.

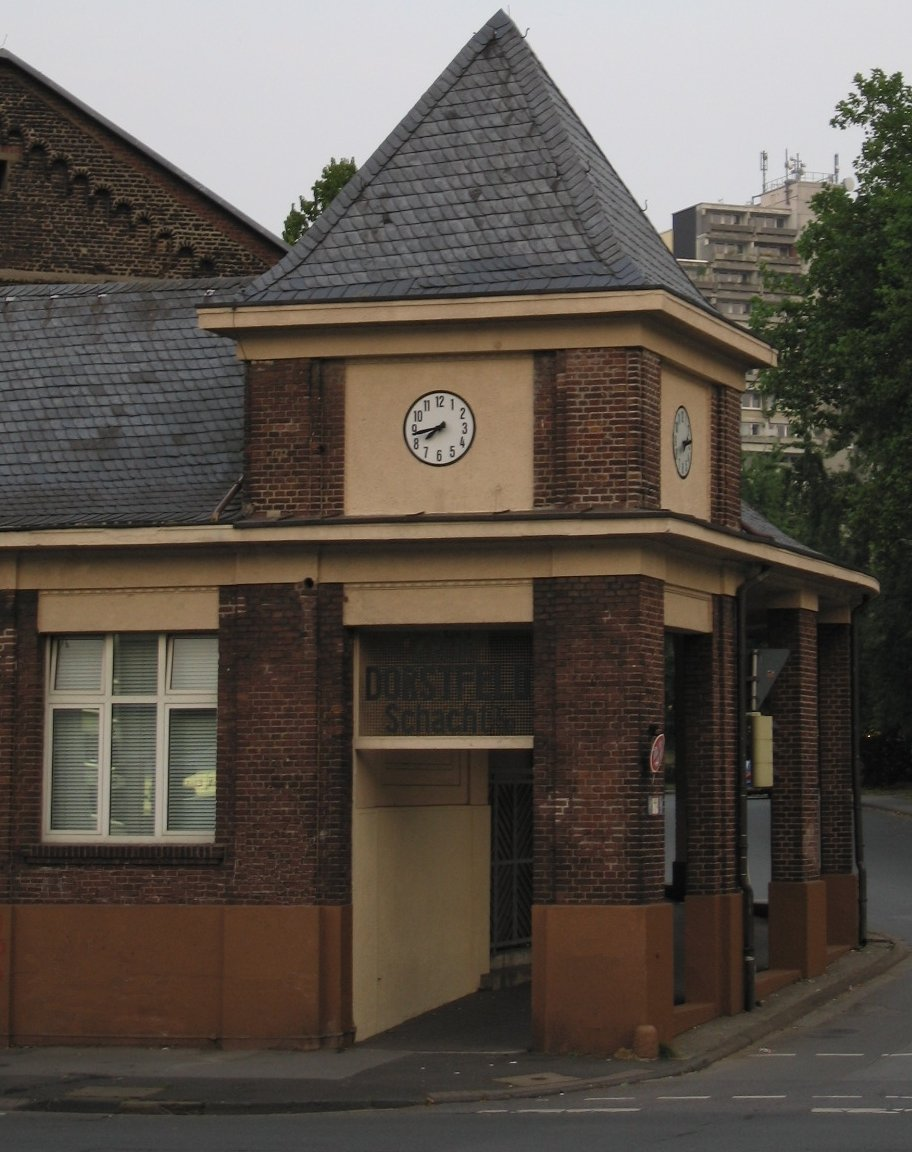
Gebäude der Zeche Dorstfeld, Schacht 2/3

Zwischen 1860 und 1864 arbeitet der schwedische Chemiker Alfred Nobel auf der Zeche Dorstfeld und experimentiert dort mit Sprengstoffen im Bergbau.
Das Bergwerk betrieb zeitweise bis zu drei Kokereien: 
- eine Kokerei beim Schacht Karlsglück
- eine Kokerei auf der Schachtanlage Dorstfeld 2/3 (1903–1963)
- eine Kokerei auf der Schachtanlage Dorstfeld 1/4 (1907–1929)

Am 16. Mai 1925 ereignete sich auf Schacht 5 eine schwere Sprengstoff- und Kohlenstaubexplosion, die 47 Todesopfer forderte.
Die größte Fördermenge erarbeiteten im Jahre 1939 3622 Beschäftigte mit 1.329.941 Tonnen Kohle.
Die Zeche Dorstfeld wurde 1963 stillgelegt.
An die Zeche Dorstfeld erinnern heute die umgebauten Kauen- und Verwaltungsgebäude der Schachtanlage 2/3, in denen das Creativzentrum der Volkshochschule Dortmund einen Standort gefunden hat, die Spitzkegelhalden in der Nähe des Revierparks Wischlingen sowie die erhaltenen Schlammabscheider-Türme der Schachtanlage 1/4, die heute für Wohnzwecke genutzt werden. In deren Nähe befinden sich noch weitere ehemalige Betriebsgebäude, die zum Teil verfallen sind und auf einem nicht zugänglichen Firmengrundstück liegen.
Auch die durch den Architekten Oskar Schwer aus Essen errichtete Siedlung Oberdorstfeld in der Art einer Gartenstadt gilt als sehens- und lebenswert.
Die Schachtanlage 2/3 befand sich zwischen der Wittener Straße und dem Vogelpothsweg, ihr ehemaliger Gleisanschluss ist weitgehend identisch mit der Trasse der heutigen S-Bahn-Linie 1. Auf dem Gelände der Kokerei der Schachtanlage 2/3 wurden ab 1981 Schadstoffe wie Naphthalin und andere kokereitypische Kohlenwasserstoffe gefunden. Da dort bereits teilweise neue Wohnbebauung entstanden war, musste der Boden abgetragen werden.

## Relikte
Die Relikte der Zeche sind als Baudenkmal in die Denkmalliste der Stadt Dortmund eingetragen.
Von 1963 an wurde das vorherige Zechengelände zum Gewerbe- und Industriegebiet unter dem Namen Dorstfeld-West umgewandelt. Zu diesem Zweck war das Areal vor allem wegen seiner Nähe zur Innenstadt und seiner guten Straßenanbindung interessant. Heute umfasst das Gebiet 122 Hektar und beherbergt rund 175 Betriebe mit rund 5000 sozialversicherungspflichtig Beschäftigten.